# John Macdonald
John Alexander Macdonald (Glasgow, 11 januari 1815 - Ottawa, 6 juni 1891) was een Canadees advocaat, politicus en eerste minister-president van Canada. Hij regeerde van 1 juli 1867 tot 4 november 1873 en van 17 oktober 1878 tot aan zijn dood op 6 juni 1891. Hij voerde een genocidale politiek tegen inheemse volken in wat de provincie Saskatchewan zou worden.

## Vroege leven
Macdonald werd geboren in Glasgow in Schotland als zoon van Hugh Macdonald en Helen Shaw. In 1820 emigreerde het gezin naar Kingston in Upper Canada om een nieuw bestaan op te bouwen. Macdonald genoot zijn opleiding aan de Royal Grammar School in Kingston en oefende vanaf 1836 het beroep van advocaat uit.
Sir John zou twee maal trouwen, voor het eerst in 1843 met Isabella Clark bij wie hij een zoon zou krijgen die op een leeftijd van slechts 13 maanden overleed en een andere zoon, Hugh John Macdonald die zijn vader zou volgen in de politiek en die kortstondig premier van Manitoba zou worden. Isabella Clarks gezondheid was echter vaak slecht en zij spendeerde het merendeel van haar verdere leven in bed tot zij in 1857 kwam te overlijden. Tien jaar later trouwde MacDonald opnieuw, met Susan Agnes Bernard bij wie hij een gehandicapte dochter zou krijgen.
Interesse in de politiek zou Macdonald al op vroege leeftijd krijgen en in 1844 stelde hij zich verkiesbaar voor de wetgevende vergadering van (provincie) Canada als vertegenwoordiger van Kingston. Als lid van de conservatieve fractie zou hij in 1847 zijn eerste officiële positie krijgen, die van Receiver general onder William Draper. Nadat Draper de volgende verkiezingen verloor trad Macdonald uit de fractie en in 1854 was hij medeoprichter van de Liberaal-Conservatieve Partij van Canada.
In 1856 trad hij voor zijn nieuwe partij toe tot de regering van de provincie Upper Canada waar hij diverse ministersposten bekleedde inclusief die van minister-president afgewisseld met een korte periode in de oppositiebanken.

## Father of Confederation

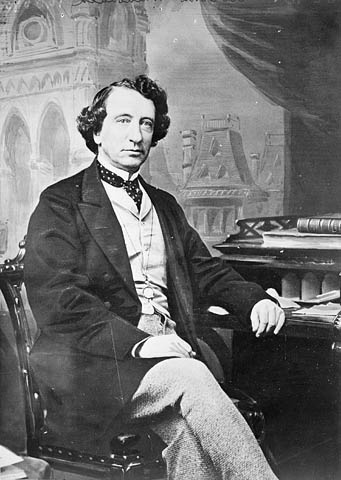
Father of Confederation Sir John A. Macdonald

Vanaf 1864 trad er een stagnatie in in het bestuur van Upper Canada die leidde tot de formatie van een Great Coalition die de provincies in Brits Noord-Amerika zou verenigen. Macdonald zou een van de drijvende krachten van de confederatie van Upper Canada en Lower Canada (het tegenwoordige Ontario en Québec) worden en hij participeerde in de Conferentie van Québec in 1864 en de Conferentie van Londen in 1866 waar de uiteindelijke British North America Act gevormd werd die in 1867 door het Britse parlement werd aanvaard en die Canada grotendeels onafhankelijk maakte.
Op 1 juli 1867 werd de Dominion of Canada een feit, een gebeurtenis die nu op Canada Day gevierd wordt, en Sir John Macdonald werd de eerste minister-president van het verenigde Canada.

## Minister-presidentschap
Een van Macdonalds idealen was de uitbreiding van Canada naar het westen en het noorden toe. In de beginjaren van de Confederatie werd onder zijn leiding het territorium van Canada flink uitgebreid. Zo werd Rupertland gekocht van de Hudson's Bay Company en in 1870 nam het Canadees Parlement de Manitoba Act aan waarbij Manitoba tot provincie werd gemaakt. In de jaren die daarop volgden werden onder andere ook British Columbia en Prince Edward Island provincies. In 1873 richtte hij de North West Mounted Police, het latere RCMP, op om de orde in de noordwestelijke territoria te handhaven.

## Oppositieleider en tweede termijn
In 1873 brak het Pacific Scandal uit waarbij Macdonald werd beschuldigd van het aannemen van steekpenningen en hij diende het ontslag van zijn regering in. Hij werd opgevolgd door de Liberaal Alexander Mackenzie en de volgende 5 jaar bracht hij door als leider van de oppositie in het Canadees Lagerhuis. Bij de verkiezingen die in 1878 werden gehouden wonnen Macdonalds liberaal-conservatieven echter wederom, waarna hij zijn tweede termijn als minister-president begon.

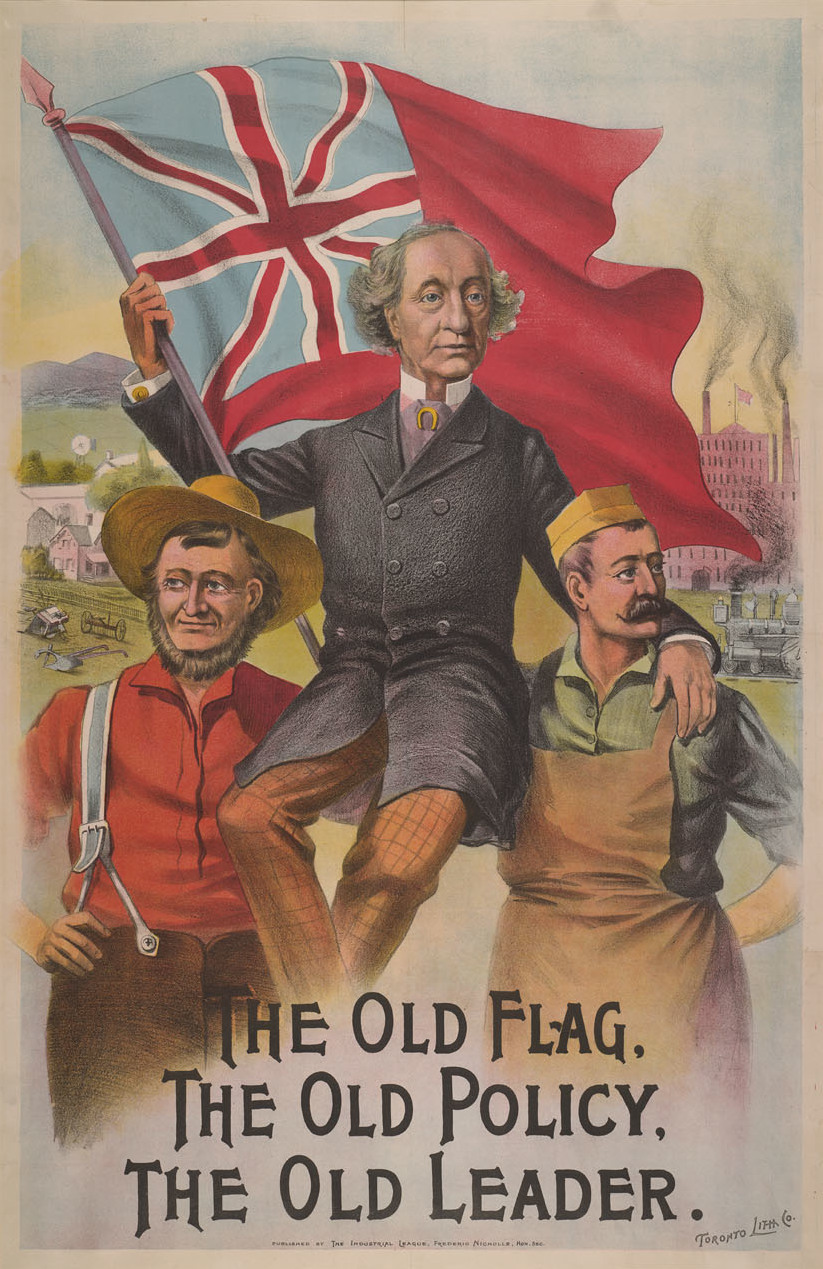
Verkiezingsposter uit 1891

Trouw aan zijn verkiezingsbelofte om de handel en eenheid binnen het land te verstevigen werd in 1885 de Canadian Pacific Railway voltooid. Tijdens deze periode onderdrukte Macdonald ook een rebellie onder leiding van de Métisleider Louis Riel die later geëxecuteerd zou worden wegens hoogverraad.

### Genocide
In de jaren '80 voerde hij een genocidale politiek tegen de inheemse volken in wat later de provincie Saskatchewan zou worden. Deze bestond uit maatregelen die moesten leiden tot uithongering. Alles met het doel hen te bewegen zich te vestigen in kleine reservaten, zodat de vlakte waar zij woonden "vrij" kwam voor een spoorweg en nederzettingen van blanken. Duizenden inheemsen kwamen hierdoor om het leven.
In 1879 had hij Nicholas Flood Davin ("The Davin Report") naar de VS gezonden om daar het "residential school-systeem" te onderzoeken, opgezet "to civilize" de inheemse volken daar (de Native Americans of American Indians). Een wit "beschaving"soffensief dus. Dit systeem werd nu ook in Canada ingevoerd met - eveneens - desastreuze gevolgen voor de inheemse bevolking daar.

## Dood en eerbewijzen
Na de verkiezingen van 1891 te hebben gewonnen ging Sir Johns gezondheid achteruit en op 6 juni van dat jaar kwam hij in Ottawa te overlijden. Zijn dood veroorzaakte grote rouw onder de Canadezen, vooral onder de Engelstalige bevolking en hij werd geprezen voor zijn leiderschap tijdens de moeilijke eerste jaren van de confederatie hoewel er ook kritiek op hem was vanwege zijn niet al te hoge gevoel voor ethiek en het opportunisme dat hij soms tentoonspreidde. Macdonald is tot nu toe de op een na langstzittende minister-president geweest en de enige die 6 maal een meerderheidskabinet heeft geleid.
Naar Macdonald zijn diverse bruggen en gebouwen alsmede wegen en het internationale vliegveld van Ottawa, Ottawa Macdonald-Cartier International Airport, vernoemd. Tevens siert zijn portret het Canadese 10 dollar biljet.